# Parafia Świętych Apostołów Piotra i Pawła w Borzykowej
Parafia Świętych Apostołów Piotra i Pawła w Borzykowej – parafia rzymskokatolicka znajdująca się w archidiecezji częstochowskiej, w dekanacie Gidle.
Prawdopodobnie istniała już w XI wieku. Po erygowaniu diecezji częstochowskiej w 1925 parafia znalazła się w jej granicach. Obecny kościół parafialny został konsekrowany 11 września 1881 roku przez bp. Wincentego Teofila Popiela.
Proboszczem parafii jest ks. Tomasz Chalusiak.